# ۴-آنیسالدهاید
۴-آنیسالدهاید (به انگلیسی: 4-Anisaldehyde) با فرمول شیمیایی C8H8O2 یک ترکیب شیمیایی با شناسه پاب‌کم 6661 است. که جرم مولی آن ۱۳۶٫۱۵ گرم بر مول می‌باشد.